# Onzil
L'onzil (anche osele o musele ) è un'arma da lancio delle etnie Kota, fang e Mbété del Gabon orientale. Rientra nel novero dei c.d. "ferri da lancio africani" anche se trattasi di un manufatto difficilmente eiettabile.
I Kota li chiamavano osele o musele e i Fang li chiamavano onzil, designazione che poi ha avuto più piede. Le prime forme di questo coltello in stile, associate al popolo Fang, avevano manici diritti più corti. I Kota sono vicini dei Fang e probabilmente da loro hanno adottato questo stile di coltello.
Nella forma, rassomiglia ad un ibrido tra una scure ed un falcetto. La sua caratteristica precipua è la lama (in ferro, raramente in rame), rassomigliante alla testa di un calao nella quale si distinguono chiaramente il becco ed il cranio. È inoltre presente nella lama un foro laddove l'uccello avrebbe avuto l'occhio. Alcuni esemplari non mostrano la testa di un uccello ma un pesce stilizzato.

Il manico, solitamente in legno ma in alcuni casi anche d'avorio, è ricoperto di filo di rame, ferro o ottone. Serviva come armi sacrificali o per la guerra.

Esistevano anche taluni foderi per gli onzil, di forma rettangolare, in legno o lamiera di ottone.

## Galleria d'immagini

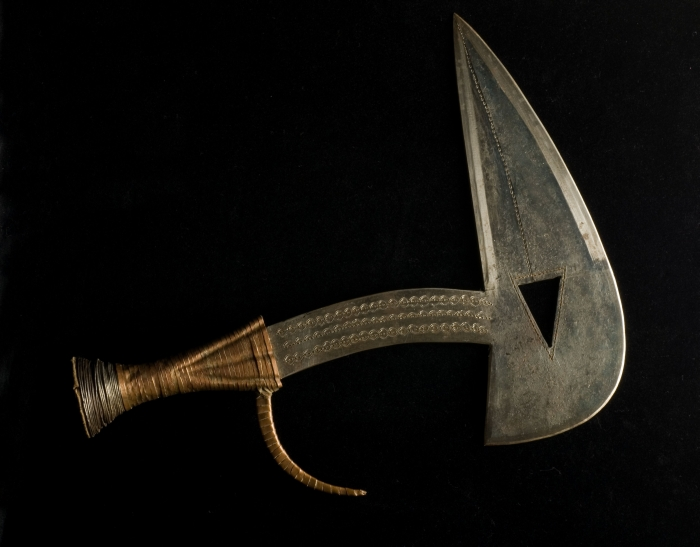
Onzil - forma classica
Onzil - forma "pesce" (raro)